# Райффершайд
Райффершайд (нем. Reifferscheid) — община в Германии, в земле Рейнланд-Пфальц.
Входит в состав района Арвайлер. Подчиняется управлению Аденау. Население составляет 560 человек (на 31 декабря 2010 года). Занимает площадь 14,24 км².

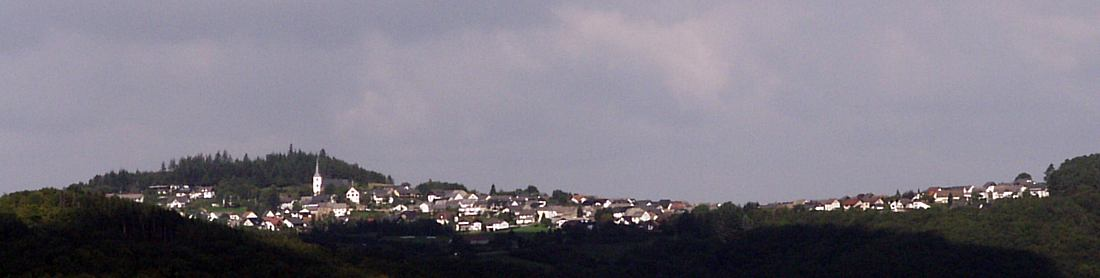
Райффершайд